# Powstanie Bar-Kochby
Powstanie Bar-Kochby – zbrojne wystąpienie Żydów w latach 132–135 n.e. skierowane przeciwko Cesarstwu Rzymskiemu, mające na celu zrzucenie rzymskiego zwierzchnictwa nad prowincją Judei, krwawo stłumione. Drugie spośród powstań Żydów przeciwko Rzymianom (po tzw. wojnie żydowskiej).

## Źródła dotyczące powstania
Najważniejszymi źródłami historycznymi dla powstania Bar-Kochby są przede wszystkim relacje Kasjusza Diona, Euzebiusza z Cezarei, Justyna Męczennika, Historia Augusta (w biografii Hadriana), także źródła talmudyczne. Wgląd w wydarzenia dają także wykopaliska archeologiczne, w tym odkrycia qumrańskie i numizmatyczne.

## Przyczyny
W 129 roku cesarz rzymski Hadrian wydał zarządzenie, aby na miejscu zburzonej Świątyni Jerozolimskiej zbudować świątynię Jowisza Kapitolińskiego. Miasto Jerozolima miało być przy tym całkowicie przebudowane na wzór hellenistyczny i służyć jako kolonia rzymska. Ponadto zabroniono Żydom pod karą śmierci ceremonii obrzezania, którą cesarz postrzegał jako formę samookaleczenia tego samego rodzaju, co kastracja.
W 132 roku wybuchło kolejne powstanie żydowskie. Przyjmuje się, że jego główną przyczyną był między innymi brak zgody na budowę świątyni Jowisza w miejscu świątyni jerozolimskiej oraz chęć zapobieżenia przekształceniu Jerozolimy w kolonię rzymską.

## Przebieg
Wodzem powstania, z tytułem „księcia Izraela” (hebr. nasi ha-Jisrael), został Szymon ben Koziba (inaczej Szymon Bar-Kochba), a arcykapłanem jego wuj Eleazar syn Charsoma. Obaj przywódcy wywodzili się z rodu Hasmoneuszy.
W wyniku walk Żydzi wyzwolili cały obszar prowincji wraz z Jerozolimą i ruinami Świątyni, w których wznowiono służbę ofiarniczą. W sumie powstańcy zdobyli ok. 50 twierdz oraz ok. 1000 miast i wsi.
Powstańcy prześladowali i zabijali chrześcijan za odmowę wyparcia się wiary w Jezusa Chrystusa i uznania Szymona ben Koziby za Mesjasza.
Cesarz Hadrian wezwał z Brytanii generała Juliusza Sewera oraz Kwintusa Lolliusza Urbikusa, a do stłumienia powstania ściągnięto prawdopodobnie Legion XXII z Egiptu i – być może – Legion IX z odległej północy (z Brytanii lub Dolnej Germanii), na co jednak brak dowodów. W 135 roku Rzymianie wkroczyli do Judei, rozpoczynając walki z żydowskimi powstańcami. Stosowali zwykłą dla Rzymian taktykę dzielenia, izolowania i likwidowania kolejnych enklaw powstańczych.
Latem 135 roku zdobyli Jerozolimę. Jako ostatni punkt oporu w Judei padła kwatera główna powstańców Bethar, na południowy zachód od Jerozolimy (siedziba Sanhedrynu i zarazem miejsce przebywania Szymona Bar-Kochby). Zamordowani zostali niemal wszyscy obrońcy, a pozostałych przy życiu sprzedano jako niewolników.

## Skutki powstania
Ogółem podczas walk Rzymianie zburzyli 50 twierdz oraz 985 miast i wsi. Zginęło ok. 580 tysięcy Żydów. Wzgórze Świątynne w Jerozolimie zostało zaorane. Stanęła tam świątynia Jowisza i posąg Hadriana. Miasto nazwano Colonia Aelia Capitolina i uczyniono z niej kolonię dla wysłużonych żołnierzy syryjskich i fenickich. Zakazano praktyk judaizmu. Nazwę kraju zmieniono z Judei na Syria Palestina (Syria palestyńska, inaczej filistyńska – od starożytnych wrogów Żydów, Filistynów). Na terenie dawnej Jerozolimy wybudowano świątynie ku czci Jowisza, Serapisa, Dionizosa oraz Kastora i Polluksa. Żydom zabroniono mieszkać, wkraczać i zbliżać się do miasta. Żydom wolno było tylko patrzeć na Jerozolimę z daleka (de loginquo eam oculis tantum videre permissum est), a na teren świątyni mogli wejść tylko 9. dnia miesiąca aw, aby przy Ścianie Płaczu opłakiwać swoje nieszczęście.
Było to ostatnie samodzielne powstanie żydowskie, w czasach antycznych. Dopiero w 613 roku doszło do żydowskiej rebelii, lecz w sojuszu z Persami przeciwko Cesarstwu Bizantyjskiemu.

## Numizmatyka powstańcza

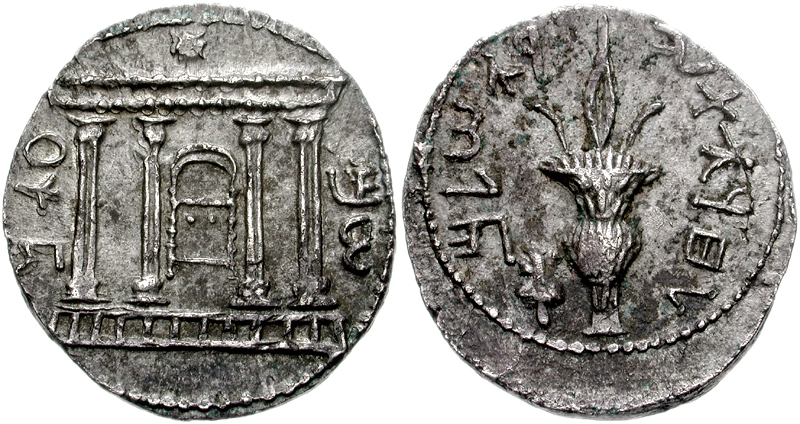
Srebrna tetradrachma z roku ok. 133. Awers: Świątynia Jerozolimska. Rewers: tekst „Pierwszy rok po wyzwoleniu Izraela”.

W trakcie powstania Bar-Kochby rebelianci sięgnęli po najważniejszy środek propagandowy i emitowali własne monety wybijane na monetach, które były aktualnie w obiegu na terenie Judei i w regionie. Wynikało to z problemów związanych z działaniami wojennymi oraz brakiem kruszcu. Monety zawierały następujące inskrypcje:
- Rok pierwszy odkupienia Izraela
- Rok drugi wolności Izraela
- Wolność Jerozolimy

Na monetach wyemitowanych w pierwszym roku powstania znalazły się także inne inskrypcje:
- Szymon, książę Izraela
- Eleazar kapłan
- Jerozolima
- Szymon

Ponadto na monetach pojawiły się następujące wyobrażenia: fasada świątyni jerozolimskiej, gałązki palmy, mirt i wierzba. Także naczynia i instrumenty świątynne: dzban i amfora oraz harfa i lira. Pojawiły się również monety-hybrydy: jedna strona wyobraża rok pierwszy, natomiast po drugiej stronie - rok drugi, trzeci, a nawet czwarty. Niektóre monety z czasów powstania Bar-Kochby znajdują się w zbiorach Muzeum Narodowego w Krakowie.